# 周末狂歡 (1998年電影)
《周末狂歡》（英語：Fast Food）是一部1998年的英國電影，由傑瑞德·巴特勒主演，斯圖爾特·薩格 (Stewart Sugg) 編劇和導演。

## 外部連結
- 互联网电影数据库（IMDb）上《周末狂歡》的资料（英文）
- 爛番茄上《周末狂歡》的資料（英文）